# Sitalpati (Sindhuli)
Pour les articles homonymes, voir Sitalpati.
Sitalpati (en népalais : सितलपाटी) est un comité de développement villageois du Népal situé dans le district de Sindhuli. Au recensement de 2011, il comptait 4 058 habitants.